# サッゲズ郡
サッゲズ郡（ペルシア語: شهرستان سقز、ソーラーニー語：سه‌قز）とは、イランのコルデスターン州に属する郡である。郡中心市はサッゲズ。
2006年の調査では人口205,250人、45,909世帯。郡は中心地区とSarshiv地区の2つに区画され、サッゲズとサーヘブの2つの市が属している。